# Carly Simon (альбом)
Carly Simon — дебютный студийный альбом американской певицы Карли Саймон, выпущенный 9 февраля 1971 года на лейбле Elektra.
| Оценки критиков          | Оценки критиков |
| Источник                 | Оценка          |
| ------------------------ | --------------- |
| AllMusic                 | [ 1 ]           |
| Christgau’s Record Guide | C–              |

## Список композиций
| №  | Название                                        | Автор(ы)                      | Длительность |
| -- | ----------------------------------------------- | ----------------------------- | ------------ |
| 1. | «That’s the Way I’ve Always Heard It Should Be» | Карли Саймон, Джейкоб Брекман | 4:15         |
| 2. | «Alone»                                         | Саймон                        | 3:36         |
| 3. | «One More Time»                                 | Саймон                        | 3:32         |
| 4. | «The Best Thing»                                | Саймон                        | 4:14         |
| 5. | «Just a Sinner»                                 | Марк Клингман                 | 3:10         |

| №                   | Название                   | Автор(ы)                         | Длительность |
| ------------------- | -------------------------- | -------------------------------- | ------------ |
| 1.                  | «Dan, My Fling»            | Брекман, Фредди Гарднер          | 5:28         |
| 2.                  | «Another Door»             | Саймон                           | 3:16         |
| 3.                  | «Reunions»                 | Саймон, Билл Мернит, Эдди Крамер | 3:06         |
| 4.                  | «Rolling Down the Hills»   | Саймон                           | 3:35         |
| 5.                  | «The Love’s Still Growing» | Баззи Линхарт                    | 4:14         |
| Общая длительность: | Общая длительность:        | Общая длительность:              | 38:26        |

## Награды и номинации
| Год  | Премия   | Категория                               | Номинант(-ы)                                    | Результат |
| ---- | -------- | --------------------------------------- | ----------------------------------------------- | --------- |
| 1972 | «Грэмми» | Лучший новый исполнитель                | Карли Саймон                                    | Победа    |
| 1972 | «Грэмми» | Лучшее женское вокальное поп-исполнение | «That’s the Way I’ve Always Heard It Should Be» | Номинация |

## Чарты
| Чарт (1971)                   | Наивысшая позиция |
| ----------------------------- | ----------------- |
| Австралия (Kent Music Report) | 10                |
| Канада (RPM Top Albums/CDs)   | 17                |
| США (Billboard 200)           | 30                |